# Sessue Hayakawa
Kintarō Hayakawa (早川 金太郎 Hayakawa Kintarō?, Nanaura, prefectura de Chiba, 10 de junio de 1886-Tokio, 23 de noviembre de 1973), conocido por el nombre artístico Sessue Hayakawa (早川 雪洲 Hayakawa Sesshū?), fue un actor japonés. 
Gozó de gran popularidad en Hollywood durante los años del cine mudo, en la década de 1910, y fue el primer intérprete de origen asiático en alcanzar el éxito como actor principal en películas estadounidenses y europeas. Por su aspecto «siniestro» y atractivo, al igual que por sus papeles de villano sexualmente dominante, muchas mujeres estadounidenses se interesaron en él, en una época donde la discriminación racial era común. De esta manera, se convirtió en uno de los primeros símbolos sexuales masculinos de Hollywood.
Nacido en el seno de una familia adinerada, luego de no poder completar su formación en la Academia Naval Imperial Japonesa y de un intento de suicidio a los dieciocho años, se mudó a Estados Unidos para estudiar economía política en la Universidad de Chicago y cumplir la voluntad de su familia: hacerse banquero. Se graduó en 1913 y, mientras aguardaba regresar a Japón, se interesó en la actuación al visitar el Teatro Japonés, ubicado el barrio Little Tokyo. Otras fuentes, no obstante, afirman que Hayakawa nunca estudió en la mencionada institución y solo comenzó a trabajar en teatros porque lo vio como una forma de mantenerse.
Mientras se encontraban trabajando en The Typhoon, Tsuru Aoki quedó impresionada con la labor de Hayakawa y contactó al productor Thomas H. Ince para que viera la obra. Este decidió hacer una película basada en esa producción y los contrató a ambos para que repitieran sus papeles. The Typhoon se estrenó en 1914 y fue un éxito. Por otra parte, Hayakawa y Aoki se casaron ese mismo año y estuvieron juntos hasta la muerte de ella. El actor saltó a la fama en 1915 por su trabajo en The Cheat y a partir de ello se hizo conocido por sus papeles de amante prohibido. En virtud del creciente sentimiento antijaponés en el país, dejó Hollywood entre 1922 y 1931, tiempo que aprovechó para trabajar en Broadway, Japón y Europa. De las películas sonoras, sus personajes más populares son el coronel Saito en El puente sobre el río Kwai (1957), que le valió una nominación al premio Óscar al mejor actor de reparto, y el pirata Kuala en Swiss Family Robinson (1960). Se retiró seis años más tarde y murió de trombosis cerebral en 1973.
Hayakawa protagonizó más de ochenta películas, tres —The Cheat, The Dragon Painter y El puente sobre el río Kwai— de las cuales forman parte del National Film Registry. Además, fue una de las estrellas con el sueldo más alto de su tiempo, al ganar cinco mil dólares a la semana en 1915 y dos millones al año por medio de su propia productora, de 1918 a 1921. Cabe resaltar que incursionó en la dirección, producción y en la escritura de guiones.

## Biografía

### Primeros años
Kintarō Hayakawa nació el 10 de junio de 1886 en Nanaura (prefectura de Chiba), pueblo que en 1954 pasó a ser parte de Chikura y en 2006, de Minamibōsō. Era el segundo de los seis hijos —tres varones y tres mujeres— de Yoichiro y Kane Hayakawa. Existen fuentes que afirman que su padre era el gobernador de la prefectura y que le precedía una «larga fila de aristócratas», mientras que otras solo mencionan que se trataba de un pescador que había hecho cierta riqueza. La revista Photoplay publicó en marzo de 1916 que era sobrino del actor Otto Kawakimi, dueño de una compañía a la que Hayakawa se habría unido y en la que habría conocido a Sada Yacco, tía de Tsuru Aoki. Esta información fue confirmada por el propio Hayakawa en 1921.
Criado bajo el código ético bushidō (武士道?  lit. «el camino del samurái»), aprendió kendo por orden de su estricto padre y desde niño se lo preparó para que se convirtiera en un oficial naval. Estudió en la Academia Naval Imperial Japonesa y gozaba de buena salud, pero a los dieciocho años aceptó un desafío de un compañero y nadó hasta el fondo de una laguna, lo que le afectó el tímpano. Debido a este accidente, reprobó el examen físico y volvió a casa, solo para que la relación con su padre se rompiera. Hayakawa estaba sumamente avergonzado y, una noche después de cenar, se encerró en el cobertizo de la casa familiar e intentó cometer harakiri (腹切り?  lit. «corte del vientre»), apuñalándose en el abdomen más de treinta veces. Sin embargo, los ladridos del perro alertaron a la familia y su padre llegó a tiempo para salvarle la vida. Según el escritor Hideyuki Nogami, si bien este intento de suicidio «puede parecer un acto infantil, [analizándolo] hoy en día», el joven tomó la drástica decisión porque su padre le inculcó la idea de que el fracaso era inadmisible. Hayakawa pasó el siguiente año convaleciente y se dedicó a estudiar budismo.

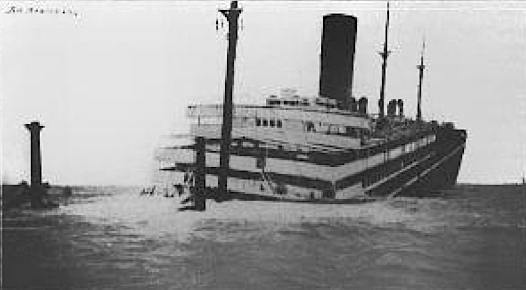
El barco de vapor SS Dakota en las costas de Chiba, el 3 de marzo de 1907

En palabras de Hayakawa, su anhelo en ir al extranjero despertó un día en que se aproximó a un barco que naufragaba y vio por primera vez a estadounidenses. El buque en cuestión era el piróscafo SS Dakota, que encalló en las costas de Chiba el 3 de marzo de 1907, y Hayakawa sacó provecho de su estudio del inglés, sirviendo como intérprete de los pasajeros. Cuatro meses después, el 10 de junio, se marchó «en desgracia» a Estados Unidos para estudiar economía política en la Universidad de Chicago y poder convertirse en banquero, de acuerdo con los nuevos deseos de su familia. Su hermano mayor, Otojiro, estaba instalado en el país desde principios de siglo y trabajaba pescando abulón.
Su padre falleció a los setenta y un años en 1908, aunque él no se enteró de la noticia hasta que le enviaron una carta un año más tarde. Mientras estudiaba en la universidad, jugó fútbol americano a pesar de su pequeña complexión física, y se ha informado de que habría aprovechado sus habilidades de jiu-jitsu para derribar oponentes. En sus memorias, Zen Showed Me the Way... to Peace, Happiness, and Tranquillity, escribió que fue expulsado del equipo por usar técnicas de este estilo demasiadas veces. El que Hayakawa haya estudiado allí ha sido puesto en duda por la propia revista de la institución. Según The New York Times, se graduó en 1913 con un título en politología. El actor se trasladó de Chicago a California en 1913, con la intención de regresar a Japón. Como inmigrante temporal, trabajó lavando platos y atendiendo mesas en restaurantes, vendiendo helados y en una empresa de origen mexicano. Hayakawa no comentó a su familia lo que en realidad estaba haciendo en Estados Unidos sino hasta años más tarde, ya que actuar o cualquiera de los empleos anteriormente mencionados eran considerados una «pérdida de estatus».

### Carrera

#### Inicios

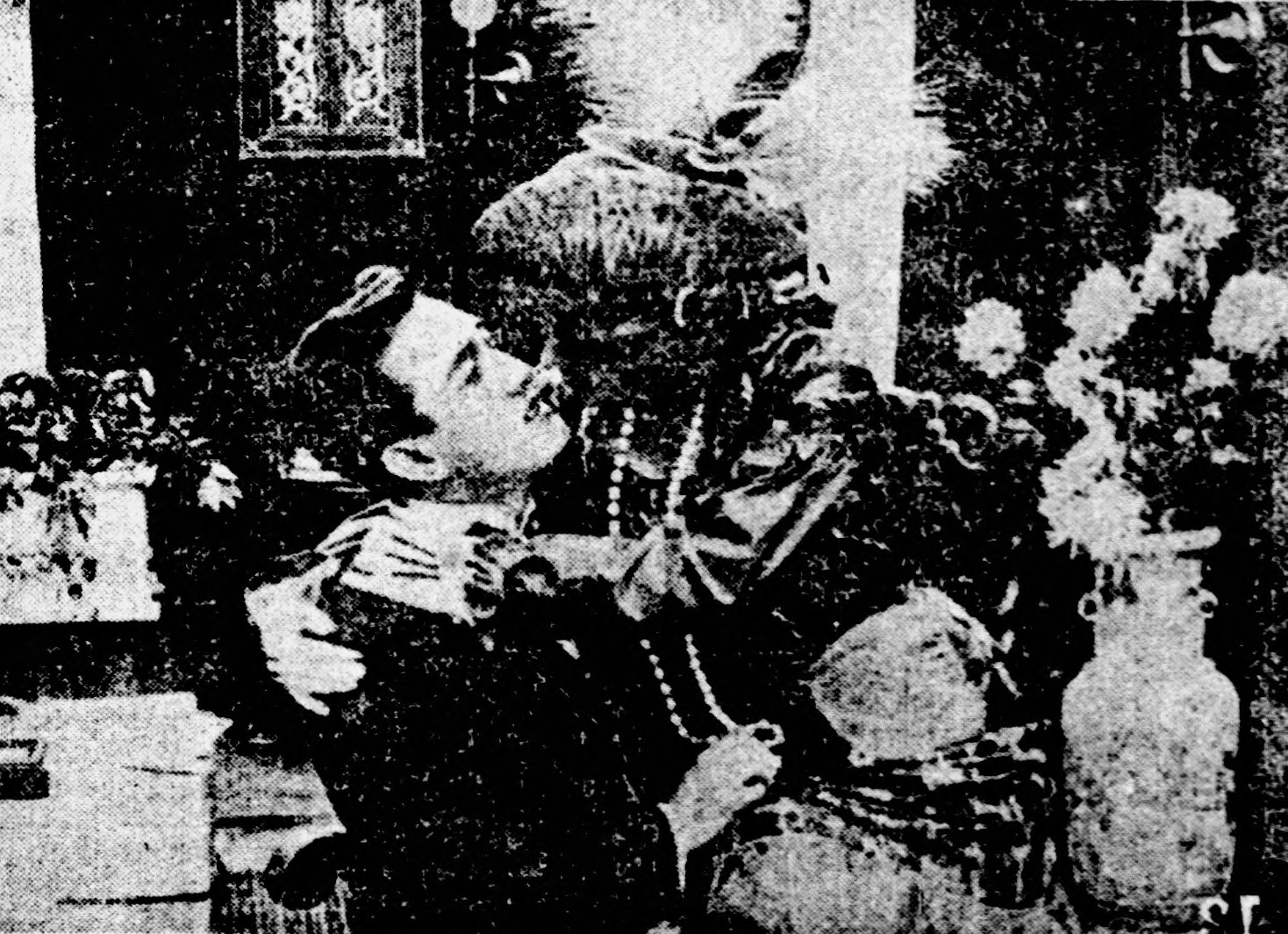
Hayakawa y Gladys Brockwell en una escena de The Typhoon, en 1914

Hay diversas teorías sobre cómo inició su carrera en la interpretación. Una de ellas es que sucedió una noche antes de su regreso a Japón, mientras aguardaba embarcar, cuando asistió a una función en el Teatro Japonés del barrio Little Tokyo. En ese lugar Hayakawa se habría indignado por la mala dirección y actuación general, y habría convencido al director para que lo dejara realizar su propia producción. De acuerdo con otras fuentes, el motivo de su enfado fue que el contenido le resultó «muy anticuado» y propuso hacer algo moderno como Namiko, novela que sabía de memoria. Daisuke Miyao dijo que al principio actuar solo significó otro trabajo temporal para Hayakawa. Fue en esta época cuando empezó a hacerse llamar «Sessue» (雪洲 Sesshū?), cuyo significado es «nieve».
En cualquier caso, consiguió cierto éxito entre sus pares realizando obras de teatro con elenco japonés en Little Tokyo, en funciones ideadas para ese público. Cabe resaltar que llevó a cabo producciones de Henrik Ibsen y de William Shakespeare en japonés: «Cuando llegué a América me di cuenta de que mis compatriotas sabían poco o nada de los grandes dramaturgos extranjeros y sus grandes obras. Me gustó la idea de llevar estos clásicos a Japón». En 1914 le comentó al dueño, Toyo Fujita, que tenía la ambición de hacer obras en inglés. «Quiero actuar para estadounidenses. Y en un idioma que puedan entender. Una obra en japonés no servirá, ni aunque esté traducida», dijo. Hayakawa propuso y se hizo cargo de la puesta en escena de Tifón, de Menyhért Lengyel, que fue un éxito. Thomas H. Ince, director general de la New York Motion Picture Company (NYMPC), vio una función y quedó impresionado. Se lo contrató, según una carta que el actor le envió a su hermano, como guionista, con un salario de trescientos dólares al mes. Es posible que Ince haya llegado hasta ese sitio por recomendación de Tsuru Aoki, quien estaba sorprendida por el trabajo de su futuro esposo.
Como la revista Variety había anticipado el 12 de diciembre de 1913, la NYMPC produjo cinco películas basadas en Japón, porque Ince percibía que algunos estadounidenses se sentían atraídos por la temática oriental. Para Ince era fundamental que estas producciones contaran con verdaderos actores japoneses y no con «caucásicos de cara amarilla». O Mimi San, estrenada el 5 de febrero de 1914, fue la primera de dicha serie y supuso el debut de Hayakawa en el cine mudo. Ince aún tenía en mente la obra que había visto en Little Tokyo, The Typhoon, por lo que contrató al reparto original para realizar una película homónima. Hayakawa pidió que se le pagaran quinientos dólares a la semana, dinero que, a pesar de ser cuantioso para la época, le dieron. El papel en cuestión era el de un diplomático japonés que en un ataque de celos asesina a su amante caucásica, pero evita ir a prisión después de que un subordinado se adjudicara el crimen por el bien de su país. The Typhoon fue un rotundo éxito y Hayakawa, que para algunos espectadores «era el primer japonés que habían visto», ganó reconocimiento.
Este repentino éxito de Hayakawa fue singular, porque sucedió en un tiempo en que actores asiáticos solo recibían papeles secundarios o antagónicos y las insinuaciones interraciales estaban prohibidas en el cine mudo estadounidense. En junio de 1914, ya convertido en la «estrella oriental mayor pagada», protagonizó La ira de los dioses, donde interpretó al padre de una joven maldita cuyo casamiento conlleva la destrucción de su tierra. Ince se inspiró en la erupción volcánica en Sakurajima y comenzó a filmar la película solo quince días después del suceso. Se utilizó al matrimonio entre Hayakawa y su coprotagonista Tsuru Aoki como campaña publicitaria. La reacción de la prensa oriental fue extremadamente negativa, al considerar que la película retrataba al país y al pueblo como «gente primitiva», por lo que en 1918 se la prohibió en Japón por ser una «deshonra». De manera semejante, por su participación en ella, se concluyó que Hayakawa y Aoki habían «insultado a su país».

#### Salto a la fama

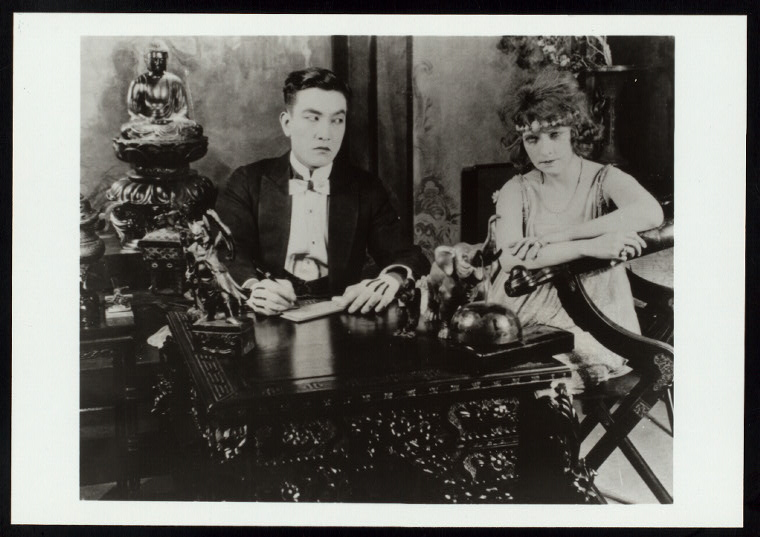
Hayakawa y Fannie Ward en una escena de The Cheat, en 1915

En marzo de 1915, firmó con la Famous Players-Lasky Corporation —que desde 1927 es Paramount Pictures— por doscientos dólares semanales, y en un principio se lo contrató como actor de reparto, función que cumplió en dos películas protagonizadas por Blanche Sweet: The Clue y The Secret Sin. En cuanto a las características de los personajes, interpretó a japoneses violentos que robaban documentos valiosos y asesinaban, como hizo en After Five y en la mencionada The Clue.
Hayakawa se convirtió en una estrella de cine cuando asumió el papel de un comerciante de marfil japonés que presta dinero a una mujer estadounidense a cambio de sexo en The Cheat, de Cecil B. DeMille. Se mencionó que su actuación es «mesurada», porque las emociones que atraviesa su personaje se aprecian mediante sutiles gestos en los primeros planos. A pesar de que se trató de un rotundo éxito de taquilla, esta película fue severamente juzgada por estadounidenses de origen japonés, debido al carácter «siniestro» del protagonista. La campaña en su contra fue tal que para el reestreno de 1918 la nacionalidad del personaje se cambió a birmana. The Cheat nunca se estrenó en Japón. El 29 de diciembre, el Rafu Shimpo publicó un comunicado donde el actor se disculpaba por haber ofendido a sus compatriotas, algo que no logró disminuir las críticas en su contra.
Hayakawa se convirtió en un ídolo matinée dado el fanatismo del público femenino por su «apariencia exótica, sexual y brutal», y su salario aumentó a cinco mil dólares a la semana. A los críticos, sin embargo, les extrañó que su siguiente trabajo se tratara de un cameo en  Temptation. La mayoría de sus papeles posteriores se basaron en estereotipos de asiáticos y, como resumió el historiador Robert Sklar: «Él hacía de valet; ese valet era también un espía; ese espía era también un diplomático». Sobre esto, el propio Hayakawa dijo: «Estos personajes no representan la verdadera naturaleza del japonés. No son reales y le dan a la gente una idea equivocada sobre nosotros. Quiero interpretar un personaje que revele lo que en realidad somos». En relación con esto, los medios de prensa difundieron que a Hayakawa le disgustaba su papel en The Cheat.
Como actor de Famous Players-Lasky Corporation, protagonizó un total de dieciséis películas entre 1916 y 1918, todas ellas éxitos de taquilla. Por ese motivo, se convirtió en una de las garantías de la empresa, junto con Douglas Fairbanks, John Barrymore y Roscoe Arbuckle, y su salario siguió aumentando; en 1917, cobraba siete mil quinientos dólares a la semana. En su apogeo, construyó una lujosa casa en Hollywood, donde organizaba fiestas multitudinarias, e incluso compró un automóvil chapado en oro. Hayakawa viajó al desierto de Mojave para el rodaje de The Jaguar's Claws, en la que asumió el papel de un bandido mexicano conocido como «el Jaguar». Según afirmó el propio actor, en el primer día de filmación peleó a golpes con varios extras que se encontraban ebrios. También interpretó a un personaje de otra etnia cuando encarnó al hijo de una princesa hawaiana en The Hidden Pearls.

#### Productora propia

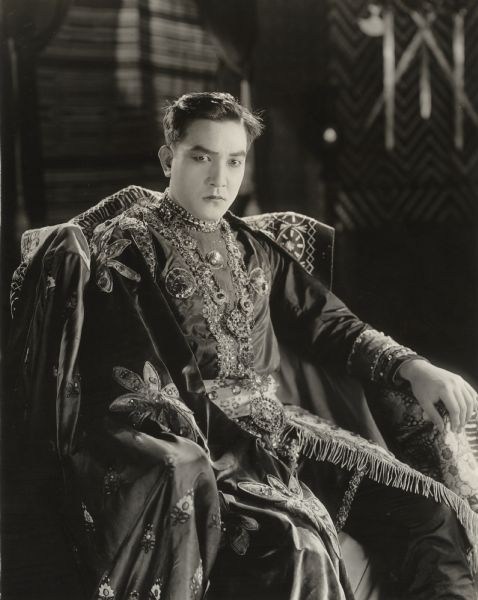
Hayakawa como el príncipe de la Isla del Deseo en The Beggar Prince (1920)

El contrato de Hayakawa con Lasky venció en marzo de 1918. El actor estaba insatisfecho con sus papeles y, en vez de renovar, prefirió crear su propia productora, Haworth Pictures Corporation, para lo que contó con una inversión de un amigo de la universidad. Además de ser la cara principal y el productor de la empresa, en ocasiones se desempeñó como guionista y editor. De las veintidós producciones que llevaron a cabo, más de la mitad estuvieron a cargo de los directores William Worthington y Colin Campbell. Cabe resaltar que en esas películas Hayakawa buscó retratar al hombre japonés de forma «precisa» y dejó de interpretar a los «villanos encantadores» que lo habían convertido en una estrella.
Darle ese perfil a sus personajes tuvo cierto éxito para él, ya que obras como The Temple of Dusk (1918) obtuvieron una buena recepción en Japón, si bien la respuesta de la prensa estadounidense fue desfavorable. Por ejemplo, una reseña del periódico neoyorquino Moving Picture World sobre esa película indica que en el país «se prefería al Sessue taciturno, misterioso y despiadado». No obstante, intentando aumentar los ingresos en la taquilla, al poco tiempo sus personajes se convirtieron en estereotipos similares a los de Lasky. Según Miyao, el actor debió «sacrificar su patriotismo para retomar su imagen de estrella cinematográfica».
The Dragon Painter, uno de los trabajos más representativos de la compañía, se estrenó en 1919 y estuvo protagonizado por él. Filmada en el parque nacional de Yosemite, la historia sigue a un artista —Hayakawa— enamorado del espíritu de una princesa dragón que cree que le robaron en una vida pasada. Basada en una novela del mismo nombre escrita por Mary Fenollosa, la película le valió buenas críticas. En un artículo posterior para The New York Times, Rachel Saltz escribió que «la actuación de Hayakawa, que en ocasiones es cómica y en otras es simplemente extraña, es maravillosa». Ese mismo periódico lamentó, en 1919, que no estuviera trabajando en Broadway, al considerarlo «uno de los actores más capaces» del momento.
En la década de 1920, en virtud del creciente sentimiento antijaponés presente en California luego de la Primera Guerra Mundial, Hayakawa perdió fama gradualmente. Sumado a esto, durante la filmación de The Vermilion Pencil en 1922, la distribuidora Robertson-Cole atentó contra su vida para cobrar su póliza de seguro. Esto supuestamente habría sucedido cuando el presidente de esa empresa arregló que, en el plató, una parte de una pagoda cayera sobre Hayakawa. Después de esos dos sucesos, el actor disolvió la compañía y se marchó de Hollywood. Viajó con su esposa a Japón, donde fueron recibidos como «héroes» por una parte de la sociedad y como «traidores» por otra, y regresó a su Nanaura natal, en la que se le dio una bienvenida afectuosa.

#### Años alejado de Hollywood

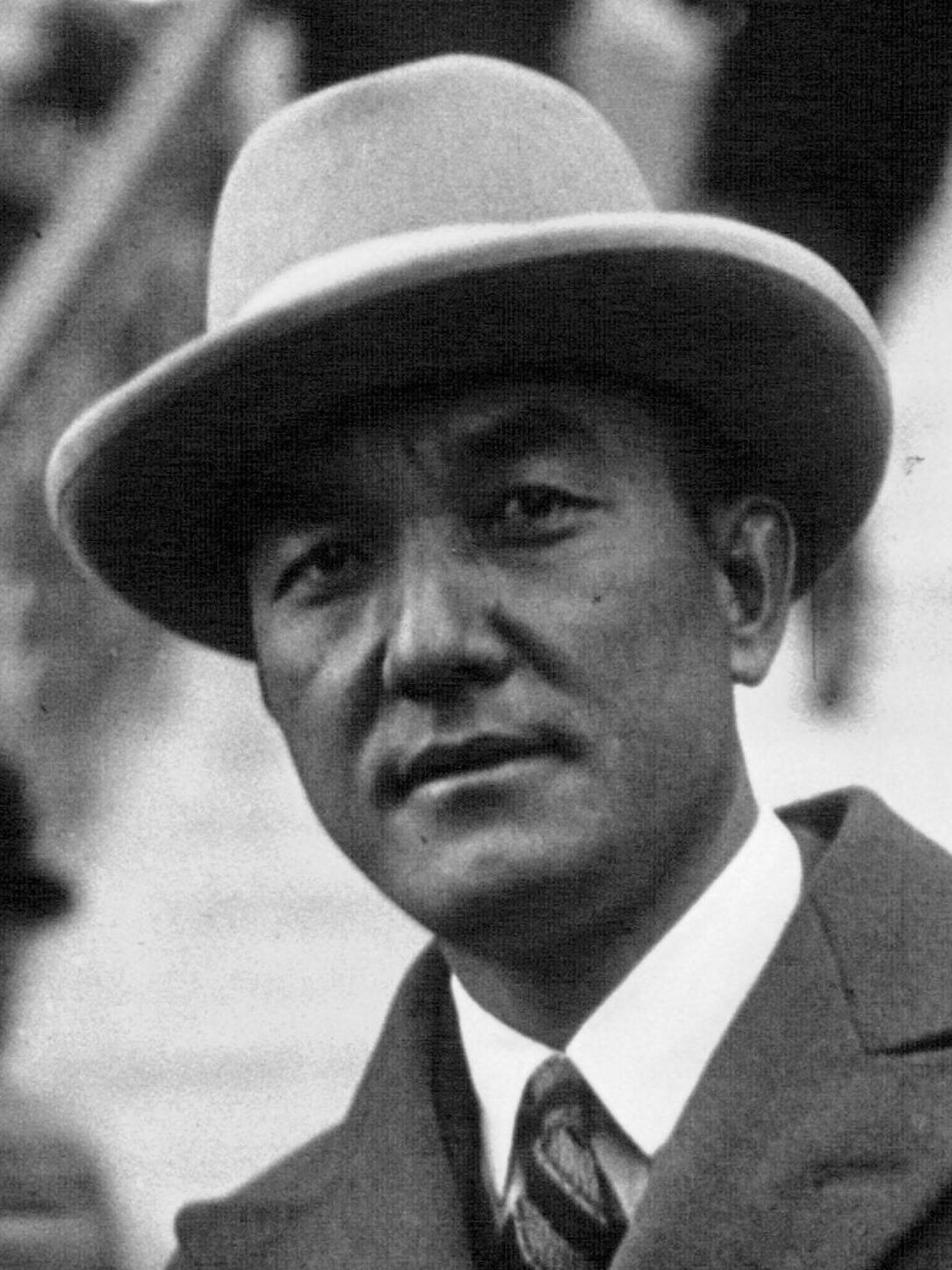
Hayakawa en el Hipódromo de Longchamp de París, en 1923

Después de su salida de Hollywood, se trasladó a Nueva York para intentar convertirse en actor de teatro, y su primer trabajo fue una puesta de la obra de Fred de Gresac Tiger Lily, de escaso éxito. Convencido de que su popularidad atravesaba un declive en Estados Unidos pero se conservaba en Europa, filmó en Francia La Bataille, coprotagonizada por Aoki. La película fue un éxito rotundo en su país de origen, aunque en Japón se la criticó ferozmente por una escena en la que el personaje de Hayakawa, un oficial naval, le entrega el mando de su barco a un británico. En noviembre de 1923, arribó a Inglaterra para actuar en una puesta de la obra de William Archer El samurái, que se presentó al mes siguiente en el London Coliseum.
A finales de 1924 volvió a París y conoció a Lee Shubert, quien le ofreció el papel principal de la obra Love City. Debido a la complejidad del personaje, se sintió presionado durante los ensayos y contrajo gastritis, lo que hizo que bajara considerablemente de peso. La obra se presentó en enero de 1926 en el Hayes Theater de Broadway y Hayakawa obtuvo buenas críticas por su desempeño. Durante su estancia en Estados Unidos, abrió un templo zen y un estudio privado en el Upper West Side, y publicó su primera novela, The Bandit Prince. Esta historia romántica sobre un príncipe chino que estudia en la Universidad de Harvard la adaptó a obra de teatro, que se estrenó en Nueva York en junio de 1926 y al año siguiente continuó en gira por Filadelfia, Chicago, Los Ángeles y San Francisco.
En abril de 1930 regresó por segunda vez a Japón, donde trabajó en obras de teatro y realizó giras en ciudades como Kōbe y Kioto, gozando de cierto éxito. Volvió momentáneamente a Estados Unidos cuando Paramount Pictures le ofreció participar en Daughter of the Dragon (1931), donde interpretó a un detective japonés que ejerce en Inglaterra. Regresó a su país natal en 1932 y dirigió y protagonizó la película Taiyo wa higashi yori. En 1934 fundó una compañía de teatro y utilizó su propia casa para los ensayos. Entusiasta del budismo, un año después formó una compañía dedicada a realizar obras con esa temática, la primera de las cuales trató sobra la vida de Buda y se presentó en el Nippon Theater. Esta recibió comentarios positivos de la crítica y estuvo de gira por todo el país.
Paralelamente continuó actuando en largometrajes, pero en pocas oportunidades y asumiendo papeles secundarios. Hayakawa conservó su estatus en el teatro, aunque en el cine empezó a ser opacado por artistas emergentes como Denjirō Ōkōchi y Kazuo Hasegawa. Los siguientes años los transcurrió trabajando en películas en Francia, entre ellas una adaptación de The Cheat llamada La marca de fuego y Yoshiwara (1937), donde interpretó a un japonés que mantiene un triángulo amoroso con una prostituta de clase alta y un oficial naval ruso. La reacción de la prensa japonesa hacia su trabajo fue sumamente negativa. Quedó varado en ese país debido al estallido de la Segunda Guerra Mundial en 1939 y se dedicó a vender sus acuarelas, porque películas en las que había participado como Macao, l'enfer du jeu fueron censuradas por los nazis. Aunque estaba en País, debido a su origen japonés los alemanes lo trataron como a un aliado e hicieron propaganda con él. Las fuerzas aliadas liberaron la ciudad en 1944, momento en que Japón aún estaba en guerra con Estados Unidos, Francia y Reino Unido. Su familia no conoció su paradero durante todo ese tiempo.

#### Vuelta a Estados Unidos

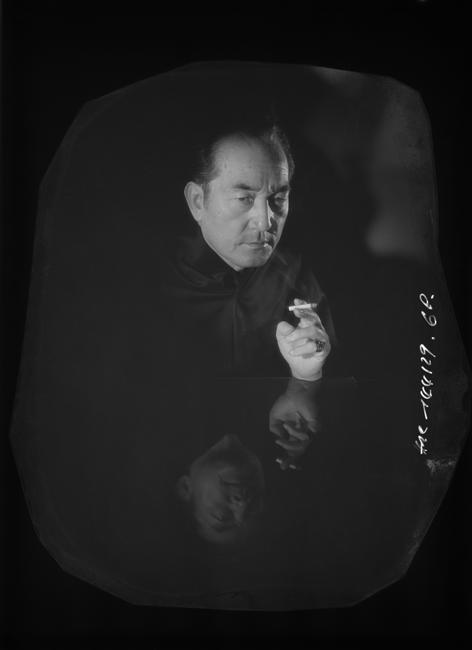
Fotografía de Hayakawa tomada en el estudio Harcourt de París en 1946

Humphrey Bogart había sido admirador del trabajo de Hayakawa desde niño y en 1948 lo contactó para que coprotagonizara la película Tokyo Joe, papel que este aceptó al verlo como una posibilidad de regresar a Hollywood. A Bogart no le resultó sencillo iniciar la comunicación debido a que desconocía el paradero del actor japonés, por lo que Columbia Pictures publicó un anuncio en los periódicos ofreciendo una recompensa a quien diera información, y de este modo se enteraron de que Hayakawa estaba en París exponiendo su arte. Llegó a Estados Unidos el 1 de enero de 1949 y, para su sorpresa, el recibimiento no fue hostil. Sobre el papel del barón Kimura, el New York Times escribió: «Hayakawa interpreta a su personaje con lo que podría describirse como la típica malevolencia del japonés».
En octubre de ese año, una vez finalizado el rodaje de Three Came Home, regresó a Japón luego de trece años y se instaló allí, alentado por el entonces presidente de Daiei Film, Masaichi Nagata, quien tenía la intención de mejorar la calidad general del cine japonés. En esta etapa de su carrera, interpretó en su mayoría militares de carácter «trágico». No participó en proyectos internacionales hasta 1955, cuando encarnó a un inspector de policía en la producción estadounidense La casa del sol naciente, rodada en Tokio. La prensa japonesa señaló que la película contiene escenas inexactas en lo que a Japón refiere, por lo que se volvió a tildar al actor como una «deshonra nacional».
Hayakawa «recuperó su estatus» en Hollywood con su trabajo en El puente sobre el río Kwai (1957), como el coronel Saito. Sam Spiegel 
le ofreció el papel después de toparse con él en Hotel Imperial un año antes. No se entusiasmó por la oferta de participar en un filme sin personajes femeninos, ambientado en una jungla y que trata sobre conflictos entre militares japoneses y británicos debido a la construcción de un puente. No obstante, cambió de opinión luego de leer el guion múltiples veces. Encontró interesante al personaje, viéndolo «no como un hombre simpático, sino decente». Cobró veinte mil dólares las primeras diez semanas de filmación. La película recibió críticas positivas y la prensa especializada elogió la interpretación de Hayakawa. Recibió nominaciones a los premios Óscar y Globo de Oro en la categoría mejor actor de reparto.

#### Últimos papeles

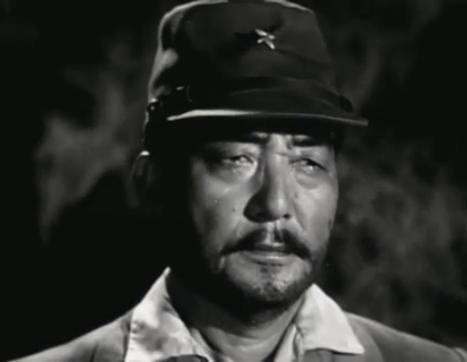
Hayakawa en el avance de Del infierno a la eternidad (1960)

A los setenta años volvió a convertirse en una estrella por su papel en El puente sobre el río Kwai, y luego de eso actuó en proyectos cinematográficos, televisivos y teatrales tanto en Estados Unidos como en Japón. Entre febrero y septiembre de 1958, mientras se encontraba en el país americano, filmó la comedia de  Jerry Lewis Tú, mi conejo y yo, e interpretó a un jefe indígena en Mansiones verdes, junto con Audrey Hepburn y Anthony Perkins. También, recibió comentarios positivos de la crítica por su papel de soldado japonés en un episodio de la serie Kraft Television Theatre. Durante su tiempo allí, consideró crear una productora televisiva en el país, lo que finalmente no concretó.
En 1959 publicó su autobiografía en japonés, que tuvo una gran recepción, y al año siguiente hizo lo propio en inglés, con Zen Showed Me the Way... to Peace, Happiness, and Tranquility. En 1960 encarnó a un comandante militar en Del infierno a la eternidad, donde actuó junto con Tsuru Aoki, y al jefe de los piratas en Swiss Family Robinson. Sus papeles siguientes disminuyeron considerablemente en cantidad, porque dejó de actuar salvo en ocasiones puntuales donde necesitaba dinero. Su última película fue Junjô nijûsô (1967), que completó con más de ochenta años, y su última participación televisiva ocurrió en Nippon Kenkyakuden (1968).

## Características
Hayakawa no había tenido ningún tipo de experiencia actuando antes de su llegada a Estados Unidos. Su estilo interpretativo constaba en ser mesurado, algo que se atribuyó a la influencia del budismo zen en su vida. En una época donde se hacía mucho uso de primeros planos y los actores tendían a gesticular y exagerar, Hayakawa expresaba lo menos posible y «congelaba» el rostro; aun así, «los espectadores entendían qué estaba sintiendo, gracias a los sutiles gestos a los que recurría cuando lo enfocaban». Edgar Morin, sociólogo francés, afirmó que Hayakawa, junto con Adolphe Menjou, Ève Francis, Lillian Gish y Norma Talmadge, «descubrió» que se podía actuar de forma poco expresiva. Según el propio artista, se inspiró en las características interpretativas de Ichikawa Danjūrō IX. Este estilo hasta entonces nunca visto en Hollywood recibió buenas críticas de los medios de comunicación, que catalogaron a Hayakawa como un «actor de carácter». Sin embargo, en Japón su reputación era bastante baja para la prensa, que lo reconocía como exitoso en el extranjero pero no lo consideraba un gran actor.
Durante su apogeo interpretó, en su mayoría, papeles de amante o de villano, algo que desencadenó su deseo de representar a un héroe. La nacionalidad de sus personajes no solo era japonesa, pues encarnó también a nativo americanos o chinos. En su país natal, por otro lado, interpretaba personajes estadounidenses e ingleses. Hayakawa hablaba inglés con marcado acento japonés y nunca consiguió expresarse fluidamente en ese idioma.
Cabe mencionar que, a pesar de ser asiático, estuvo exento de las barreras raciales impuestas en Hollywood en la década de 1910. Se convirtió en el único actor japonés al que se le daba papeles protagónicos y que pudo arraigarse en la sociedad estadounidense. Sin embargo, a costa de su fama en el extranjero llegaron críticas provenientes de su país de origen, ya que Hayakawa participaba en películas que sus compatriotas creían «prejuiciosas». Hubo, también, elogios hacia él por parte de la prensa japonesa, en virtud de su trabajo en filmes como The Hidden Pearls y The Man Beneath, donde se lo retrató de manera altruista. En las películas, su personaje nunca formaba pareja con la protagonista femenina: «Era un asiático que actuaba con anglosajonas, así que el cortejo, convenientemente, finalizaba con la película, cuando mataban a su personaje. A la mujer terminaba consolándola un pretendiente más pálido», escribió una analista de Deseret News.

## Imagen pública

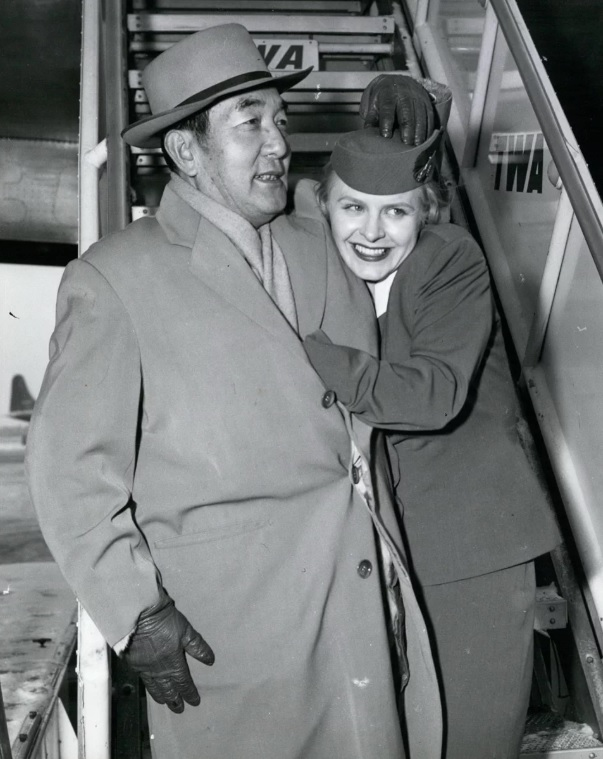
Hayakawa y una azafata en Nueva York, ca. 1960

Hayakawa afirmó medir entre 172 y 173 centímetros, una estatura muy elevada para los hombres japoneses de esa época. Sin embargo, hay evidencia de que esa cifra es incorrecta; en 1917 una fuente estadounidense publicó que medía 170 centímetros y la lista de pasajeros del barco en que llegó al país en 1907 indica 168 centímetros. Algunos rodajes requirieron que se parara sobre un suplemento, al ser más bajo que varios de sus compañeros. Se lo consideraba muy atractivo y mantenía un buen estado físico, parecido al de un atleta. Interpretaba personajes sexualmente dominantes y exóticos. La base de sus seguidores eran mujeres anglosajonas, algo que Tōyō Miyatake, quien trabajó como su chófer, en su momento describió de la siguiente manera:

Sessue Hayakawa, la mayor estrella cinematográfica de este siglo. Apareció de repente, en una época donde a los hombres japoneses no se los encontraba atractivos. De pronto, había mujeres blancas lanzándose sobre este japonés... Una vez llegamos en automóvil a un estreno, o algo por el estilo, y había un charco de agua justo donde Sessue iba a salir. Se lo veía preocupado, pero todas las mujeres que había alrededor tendieron sus abrigos de piel a sus pies, para que no se ensuciara.

En su apogeo, su fama estuvo a la par de artistas como Douglas Fairbanks, Charlie Chaplin y John Barrymore, y también era muy popular entre sus colegas debido a «salvajes» fiestas que solía organizar en su mansión, en las que era común el consumo de licor. Se lo considera la primera estrella de cine japonesa que obtuvo éxito internacionalmente, si bien en su país natal durante mucho tiempo se lo criticó por el tipo de papeles que interpretaba. Los malos comentarios provenientes de Japón apaciguaron en buena medida una vez que Hayakawa estableció su propia compañía de cine.

## Vida privada

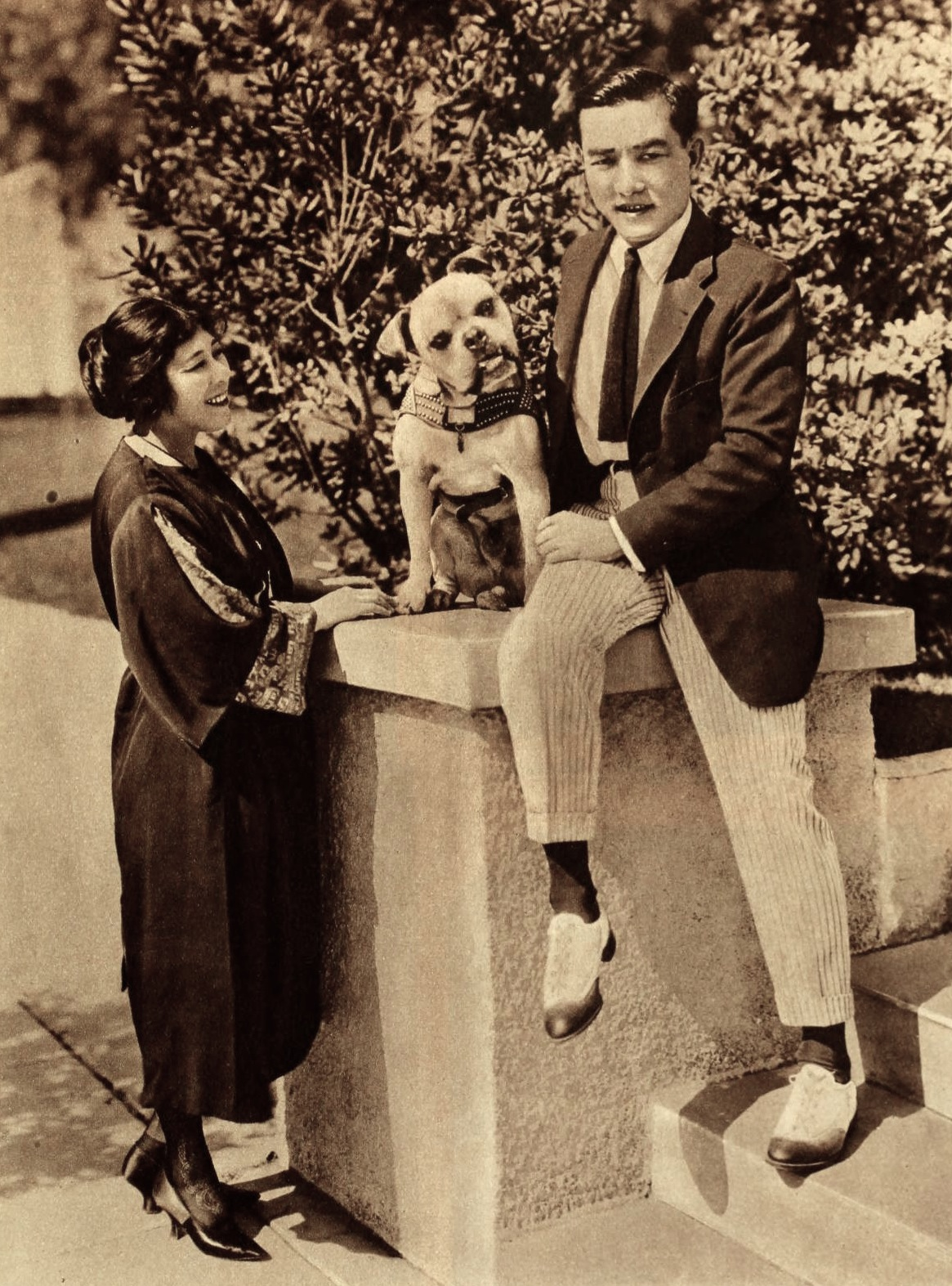
Hayakawa y Tsuru Aoki en enero de 1922

Hayakawa estuvo casado con la actriz Tsuru Aoki, japonesa criada en Estados Unidos con quien trabajó en varias oportunidades. Existen varias teorías sobre cómo se conocieron: una dice que fue por medio de la tía de ella, quien tenía una compañía de teatro y ellos se habrían visto por primera vez allí; y otras afirman que sucedió mientras trabajaban en The Typhoon  o mediante amigos artistas que tenían en común. Se casaron en 1914, una vez que él empezó a ganar suficiente dinero para conseguir estabilidad económica. No tuvieron descendencia, aunque Aoki crio como suyos a tres hijos que Hayakawa engendró de manera extramatrimonial. Estuvieron juntos hasta 1961, año en el que ella falleció.
Era un famoso playboy que con frecuencia le era infiel a su esposa. Fruto de su relación con la actriz de teatro Ruth Noble, en 1928 nació su primer hijo, Yukio, a quien Aoki adoptó, no sin antes considerar divorciarse. Noble inicialmente permitió esto, pero en 1931 se arrepintió y fue a juicio para hacerse con la custodia. Tras seis meses, se resolvió que el niño se quedara con Hayakawa y Aoki, y a Noble se le pagó una compensación. Mientras en Estados Unidos Noble presionaba a Aoki para que la dejara ver a su hijo, Hayakawa estaba en Japón, donde comenzó una relación con una geisha de diecisiete años con quien llegó a convivir. Con ella tuvo dos hijas, Yoshiko (1934) y Fujiko (1935), a quienes Aoki crio durante el tiempo en que Hayakawa no pudo salir de Francia. Allí, inició otra relación extramatrimonial, esta vez con Michiko Tanaka, actriz que también estaba casada. Hayakawa le aseguró que estaba separado de Aoki y ambos comenzaron a vivir juntos en París. Este romance fue altamente publicitado tanto en Europa como en Japón. Tres años después de la muerte de su esposa, en diciembre de 1964, a los setenta y ocho años desposó a Shizuko Watanabe, treinta y ocho años menor que él y con quien mantenía una relación desde antes del fallecimiento de Aoki.
Su salud se deterioró hacia mediados de la década de 1960. Sufrió encefalomalacia y en 1968 se le diagnosticó demencia, lo que lo llevó a ser ingresado en hospitales en varias ocasiones. Para 1972, apenas podía trasladar su cuerpo. Falleció el 23 de noviembre de 1973, debido a una trombosis cerebral.

## Filmografía
- O Mimi San (1914) como Yorotomo
- The Courtship of O San (1914) como Shotoku
- The Geisha (1914) como Takura
- The Ambassador's Envoy (1914) como Kamuri
- A Tragedy of the Orient (1914) como Kato
- A Relic of Old Japan (1914) como Koto
- The Curse of Caste (1914) como Kato
- The Village 'Neath the Sea (1914) como Red Elk
- Star of the North (1914)
- The Death Mask (1914) como Running Wolf
- The Hateful God (1914)
- Nipped (1914) como Taro Kamura
- The Vigil (1914) como Kenjiro
- Mother of the Shadows (1914) como Running Elk
- The Last of the Line (1914) como Tiah
- The Typhoon (1914) como Tokorama
- La ira de los dioses (1914) como Yamaki
- The Sacrifice (1914)
- After Five (1915) como Oki
- The Famine (1915) como Horisho
- The Chinatown Mystery (1915) como Yo Hong
- The Clue (1915) como Nogi
- The Secret Sin (1915) como Lin Foo
- The Cheat (1915) como Hishuru Tori (originalmente)/Haka Arakau
- Temptation (1915) como Admirador en la ópera
- Alien Souls (1916) como Sakata
- The Honorable Friend (1916) como Makino
- The Soul of Kura San (1916) como Toyo
- The Victoria Cross (1916) como Azimoolah
- Each to His Kind (1917) como Rhandah
- The Bottle Imp (1917) como Lopaka
- The Jaguar's Claws (1917) como El Jaguar
- Forbidden Paths (1917) como Sato
- Hashimura Togo (1917) como Hashimura Togo
- The Call of the East (1917) como Arai Takada
- The Secret Game (1917) como Nara-Nara
- The Hidden Pearls (1918) como Tom Garvin
- The Honor of His House (1918) como Conde Ito Onato
- The White Man's Law (1918) como John A. Genghis
- The Bravest Way (1918) como Kara Tamura
- The City of Dim Faces (1918) como Jang Lung
- His Birthright (1918) como Yukio
- Banzai (1918) como General estadounidense
- The Temple of Dusk (1918) como Akira
- A Heart in Pawn (1919) como Tomaya
- The Courageous Coward (1919) como Suki Iota
- His Debt (1919) como Goto Mariyama
- The Man Beneath (1919) como Dr. Chindi Ashutor
- The Gray Horizon (1919) como Yamo Masata
- The Dragon Painter (1919) como Tatsu
- Bonds of Honor (1919) como Yamashito/Sasamoto
- The Illustrious Prince (1919) como príncipe Maiyo
- The Tong Man (1919) como Luk Chen
- The Beggar Prince (1920) como Nikki/Príncipe
- The Brand of Lopez (1920) como Vasco Lopez
- The Devil's Claim (1920) como Akbar Khan/Hassan
- Li Ting Lang (1920) como Li Ting Lang
- An Arabian Knight (1920) como Ahmed
- The First Born (1921) como Chan Wang
- Black Roses (1921) como Yoda
- Where Lights Are Low (1921) como Tsu Wong Shih
- The Swamp (1921) como Wang
- Five Days to Live (1922) como Tai Leung
- The Vermilion Pencil (1922) como Tse Chan/Li Chan/«Unknown»
- La Bataille (1923) como Marquis Yorisaka
- The Great Prince Shan (1924) como Príncipe Shan
- The Danger Line (1924) como Marquis Yorisaka
- Sen Yan's Devotion (1924) como Sen Yan
- I Have Killed (1924) como Hideo
- The Man Who Laughed Last (1929)
- Daughter of the Dragon (1931) como Ah Kee
- Taiyo wa higashi yori (1932) como Kenji
- Bakugeki hikôtai (1934)
- Tojin Okichi (1935) como Townsend Harris
- Kuni o mamoru mono: Nichiren (1935) como Nichiren
- The Daughter of the Samurai (1937) como Iwao Yamato
- Yoshiwara (1937) como Ysamo, Kuli
- La marca del fuego (1937) como Príncipe Hu-Long
- Tempête sur l'Asie (1938) como Príncipe Ling
- Patrouille blanche (1942) como Halloway
- Macao, l'enfer du jeu (1942) como Ying Tchaï
- Malaria (1943) como Saïdi
- Le soleil de minuit (1943) como Matsui
- Le Cabaret du grand large (1946) como Profesor Wang
- Quartier chinois (1947) como Tchang
- Tokyo Joe (1949) como Barón Kimura
- Bestias que fueron hombres (1950) como Cnel. Mitsuo Suga
- Harukanari haha no kuni (1950) como Joe Hayami
- Re mizeraburu: kami to akuma (1950)
- Re mizeraburu: kami to jiyu no hata (1950)
- Onna kanja himon - Akô rôshi (1953) como Sakon Tachibana
- Kurama Tengu to Katsu Kaishû (1953) como Awanokami Katsu
- Nihon yaburezu (1954)
- La casa del sol naciente (1955) como Inspector Kita
- El puente sobre el río Kwai (1957) como Cnel. Saito
- Tú, mi conejo y yo (1958) como Sr. Sikita
- Mansiones verdes (1959) como Runi
- Del infierno a la eternidad (1960) como Gral. Matsui
- Swiss Family Robinson (1960) como Kuala, líder de los piratas
- The Big Wave (1961) como «Old Man»
- The Daydreamer (1966) como Mole (voz)
- Junjô nijûsô (1967) como Tajima

## Premios

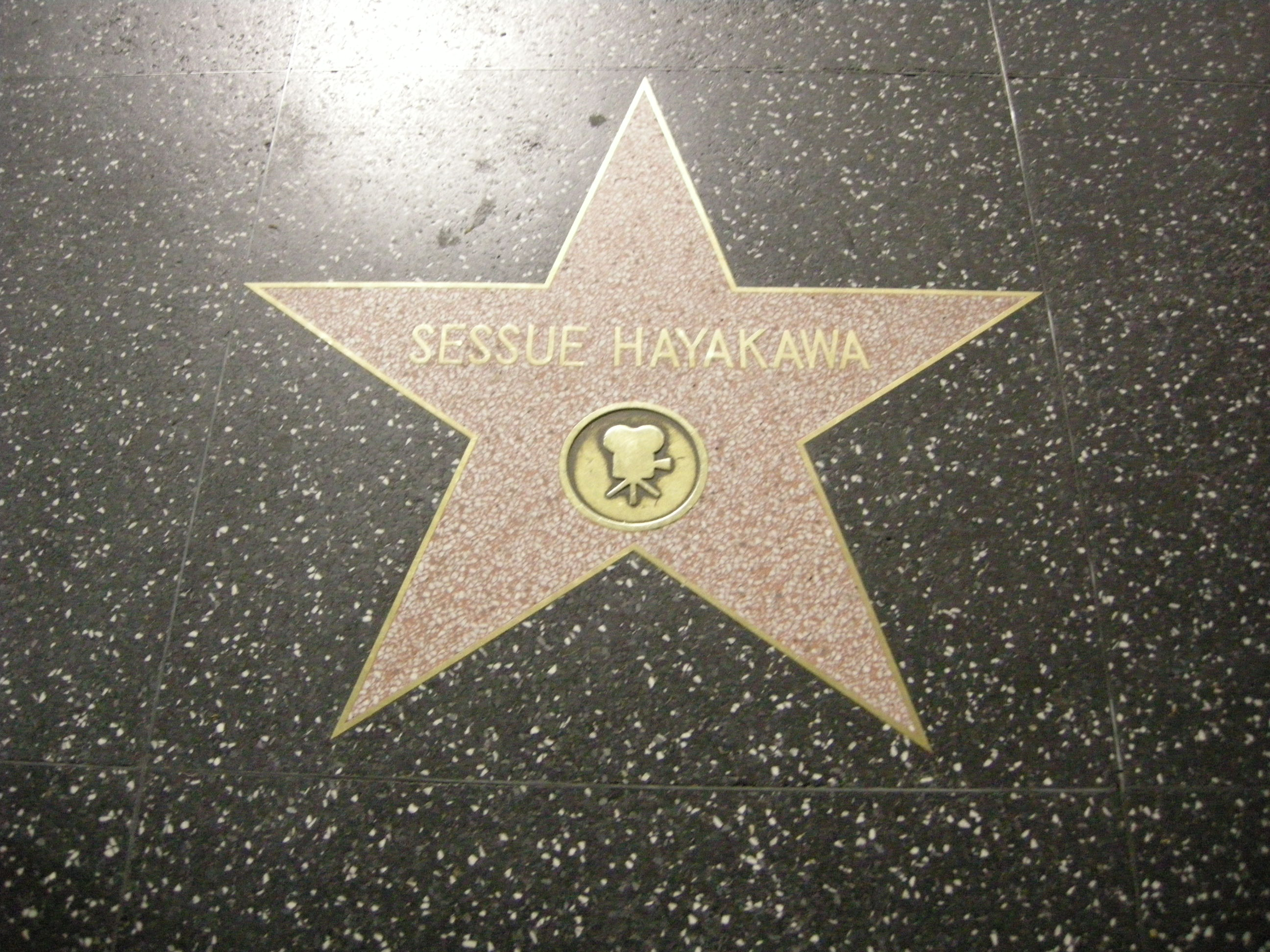
Estrella en el Paseo de la Fama de Hollywood de Hayakawa

Premios Óscar
| Año  | Categoría              | Película                    | Resultado |
| ---- | ---------------------- | --------------------------- | --------- |
| 1958 | Mejor actor de reparto | El puente sobre el río Kwai | Nominado  |

Premios Globo de Oro
| Año  | Categoría              | Película                    | Resultado |
| ---- | ---------------------- | --------------------------- | --------- |
| 1957 | Mejor actor de reparto | El puente sobre el río Kwai | Nominado  |